# Fumi-e

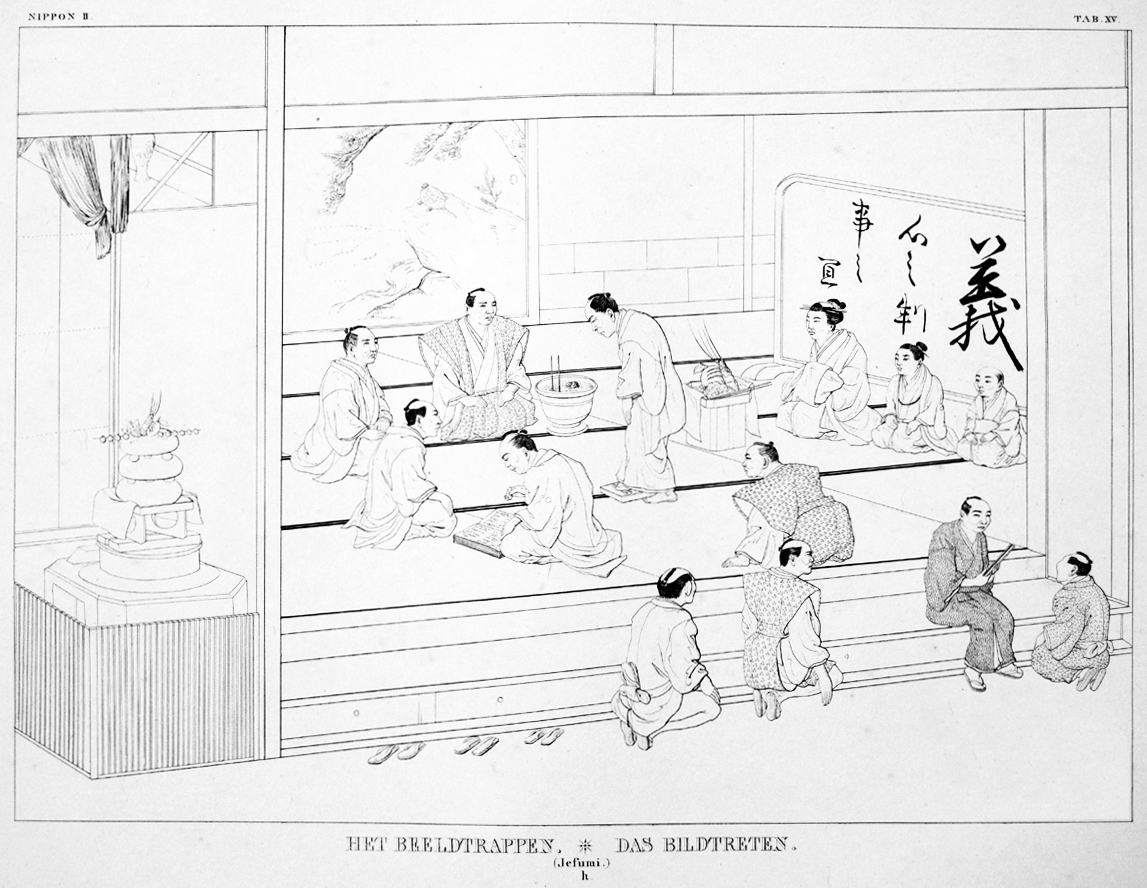
Cérémonie du fumi-e devant des officiels du gouvernement à Nagasaki. Illustration de Philipp Franz von Siebold, vers 1825.

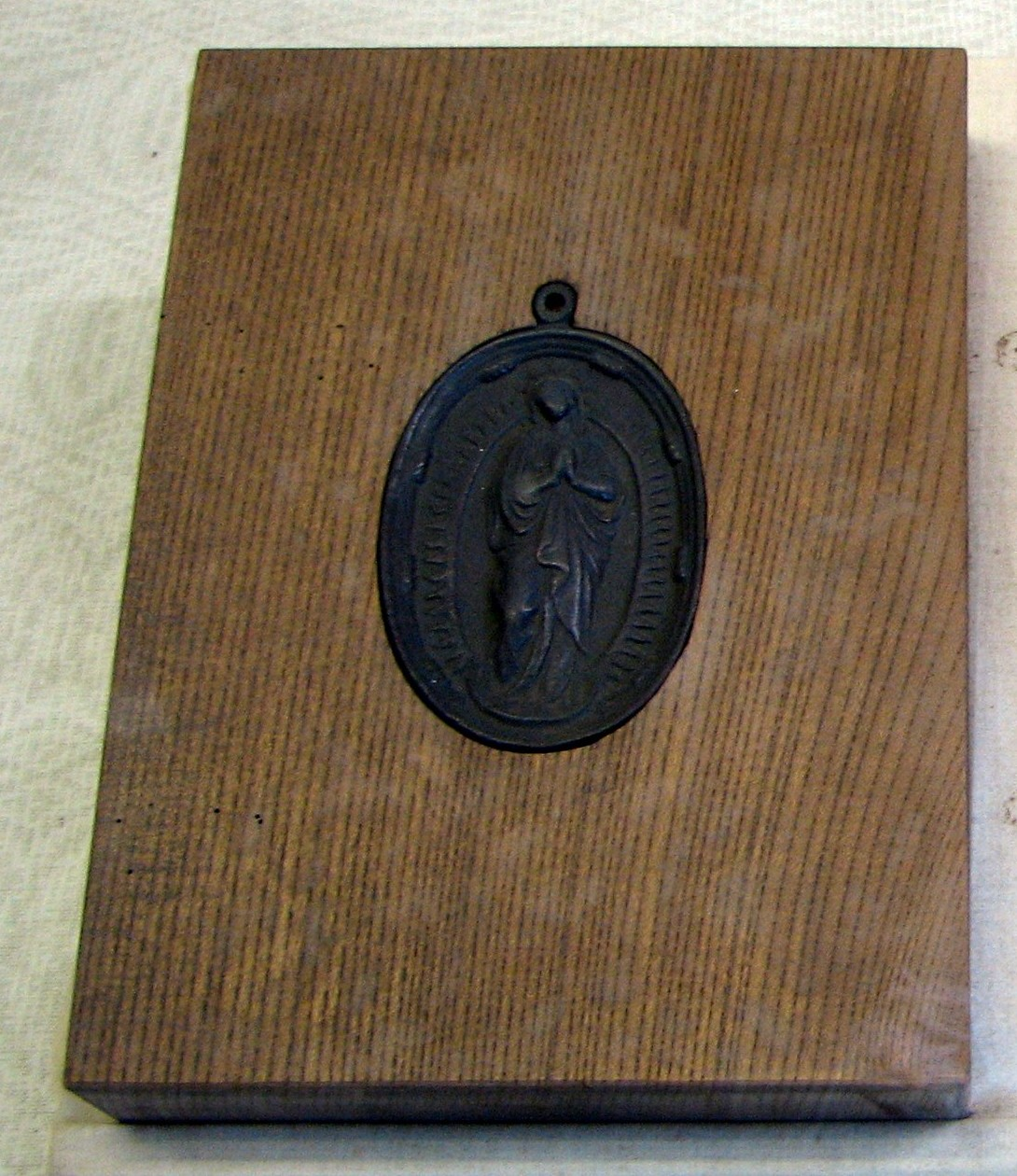
Type de médailles utilisées.

La technique du fumi-e (踏み絵, fumi « marcher sur » + e « image ») était une méthode utilisée par les autorités du shogunat Tokugawa pour repérer les personnes converties au christianisme, religion alors interdite et persécutée au Japon.

## Déroulement et fonction
Elle consistait à forcer des individus suspects à piétiner une médaille de Jésus ou de Marie devant des officiels. Au moindre signe d'hésitation ou de réticence, la personne était considérée comme chrétienne et envoyée à Nagasaki. La politique du gouvernement d'Edo visait à leur faire abjurer leur foi. Dans le cas où ils refusaient, ils étaient soumis à la torture. Beaucoup refusaient et étaient exécutés. Certains furent même jetés dans le cratère du volcan du mont Unzen. Les exécutions de chrétiens furent officieusement abandonnées par le gouvernement en 1805.

## Origine et abolition
L'usage de cette méthode apparaît à Nagasaki en 1629 et est officiellement abandonné après l'ouverture des ports aux étrangers le 13 avril 1856. Cet usage se maintient jusqu'à ce que l'enseignement chrétien soit placé sous la protection officielle du gouvernement durant l'ère Meiji. La médaille piétinée était appelée e-ita ou ita-e tandis que le test forcé était appelé e-fumi. La « cérémonie du e-fumi, de piétinement d'images, est signalée en Europe dès le début du XVIIIe siècle et laissa des marques dans des œuvres littéraires, telles que Les Voyages de Gulliver de Jonathan Swift, Le Citoyen du Monde d'Oliver Goldsmith ou Candide de Voltaire ».

## Conception et préservation des médailles
Les médailles fumi-e étaient généralement en pierre, mais d'autres étaient peintes et certaines étaient en bois. La plupart, si ce n'est la totalité, de ces œuvres étaient fabriquées avec beaucoup de soin, et reflétaient les normes artistiques élevées de l'époque d'Edo. Très peu de fumi-e servirent à d'autres usages. Certaines furent exposées à la Smithsonian Institution aux États-Unis en 2007 lors d'une exposition intitulée « Vision du monde : le Portugal et le monde au XVIe siècle et XVIIe siècle »,

## Interprétations théologiques
De nombreux experts en théologie ont essayé de réfléchir à ce que représentait le fumi-e pour les chrétiens japonais, certains considéraient le piétinement comme un signe de l'amour et du pardon de Jésus Christ.

## Dans la culture populaire
- Le roman historique Silence écrit en 1966 par Shūsaku Endō, qui se déroule au XVIIe siècle[8],[9], et ses adaptations au cinéma par Masahiro Shinoda (1971) et par Martin Scorsese (2016), dépeignent la pratique du fumi-e.
- Dans l'arc Île des Hommes-Poissons du manga One Piece, l'équipage d'Hodi Jones, des Hommes-Poissons profondément racistes envers les Humains, utilise le fumi-e : les autres Hommes-Poissons doivent marcher sur le portrait de la défunte reine Otohime qui s'était donnée corps et âme pour que les Hommes-Poissons vivent en paix avec les Humains.
- Dans l'épisode 19 (Mésentente cordiale) de l'anime Samurai Champloo se déroulant à l'ère Edo, la technique du fumi-e est représentée.
- Mentionnée dans Candide ou l'optimisme où un matelot de Batavia indique à Pangloss qu'il a "marché quatre fois sur un crucifix lors de quatre voyages au Japon"